# ROMP
ROMP (ang. ring opening metathesis polymerization) – metatetyczna polimeryzacja cykloolefin z otwarciem pierścienia. Jest to reakcja polimeryzacji, jakiej ulegają cykliczne węglowodory nienasycone (np. norbornen, cyklopenten) w obecności różnorodnych katalizatorów (np. katalizatory Grubbsa oraz inne dopiero odkrywane).

## Ogólna charakterystyka
ROMP jest ważną metodą syntezy związków wielkocząsteczkowych. Pierwsze reakcje ROMP były badane od 1950, kiedy analizowano wpływ różnych metali i reagentów na przemiany i reaktywność olefin. Szybki wzrost popularności i przydatności tej techniki polimeryzacji jest skutkiem intensywnych prac nad identyfikacją i izolacją głównych produktów pośrednich zaangażowanych w ogólną reakcję metatezy olefin. Doprowadziło to do opracowania dobrze poznanych katalizatorów ROMP i w efekcie umożliwiło syntezę szerokiego spektrum polimerów o złożonej budowie i określonych funkcjach.

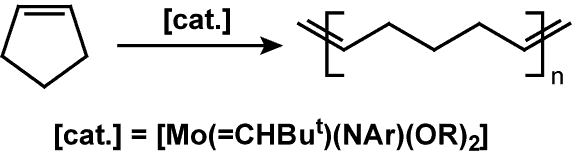
Przykładowa polimeryzacja ROMP cyklopentenu

## Mechanizm ROMP

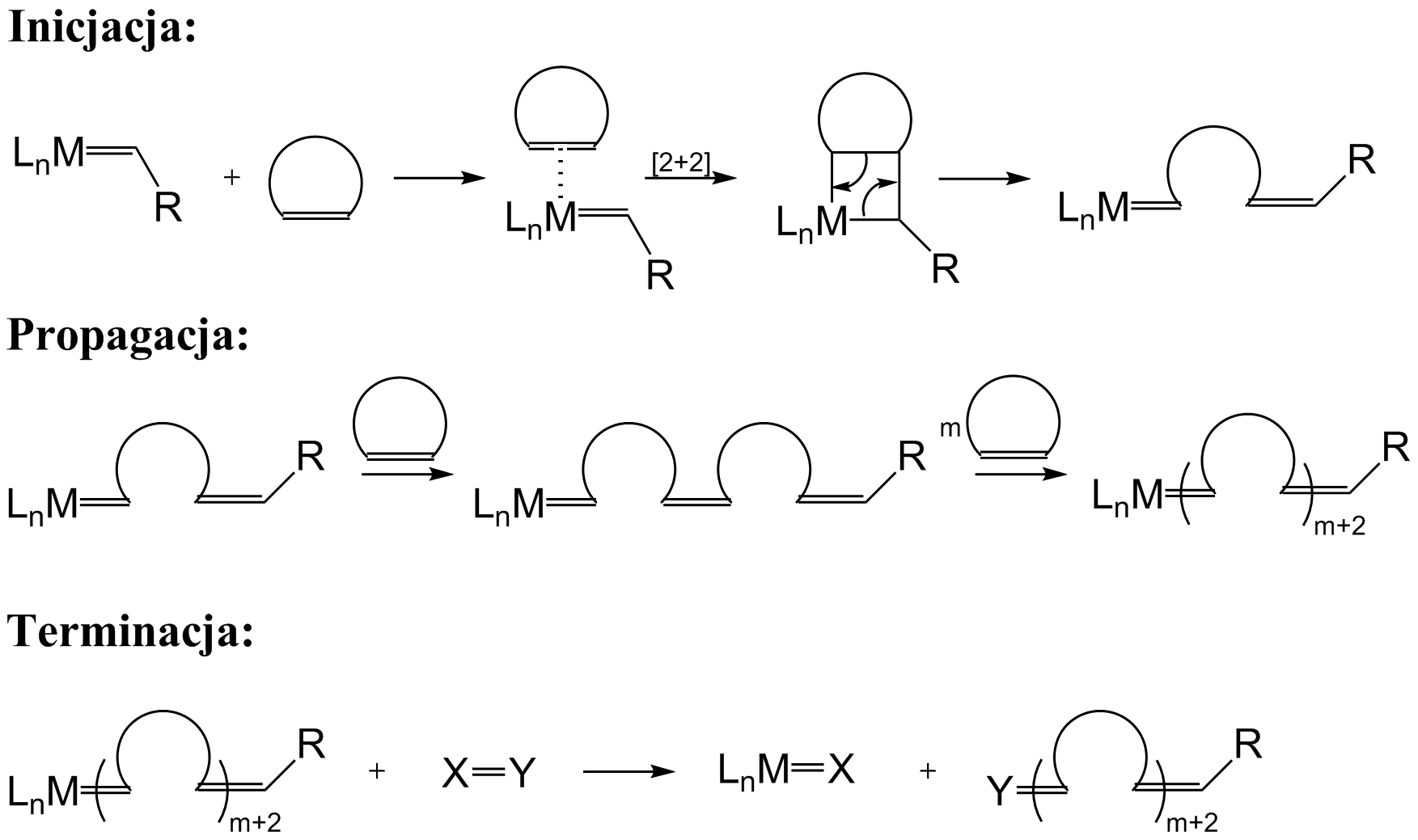
Ogólny schemat opisujący mechanizm reakcji ROMP

ROMP jest procesem wzrostu łańcucha polimeru z mieszaniny cyklicznych olefin. Ogólny mechanizm ROMP został zaproponowany przez Chauvina i Herissona w 1971. Inicjację polimeryzacji rozpoczyna reakcja metaloorganicznego związku alkilidenowego LnM=CHR (L – ligand, M – metal) z cykliczną olefiną. Powstały związek koordynacyjny ulega cykloaddycji [2+2], która prowadzi do metalacyklobutanowego produktu pośredniego, przegrupowującego się do nowego związku alkilidenowego LnM=CH-(łańcuch monomeru)-CH=CHR, powiększonego w stosunku do substratu o łańcuch olefiny. Od tego momentu następuje wzrost łańcucha w wyniku przyłączania kolejnych cząsteczek monomeru (cykloolefiny). Etap propagacji ulega zakończeniu kiedy zostanie zużyty cały monomer, osiągnięta zostanie równowaga reakcji lub wystąpi terminacja. W przypadku „żyjącej” polimeryzacji ROMP, reakcję zazwyczaj kończy się umyślnie poprzez dodanie specjalnego reagenta. Zadaniem tego czynnika jest usunięcie i dezaktywacja metalu przejściowego z końca rosnącego łańcucha i wprowadzenie w jego miejsce pożądanej grupy funkcyjnej.